# 무염
무염(無染, 800년~888년 12월 23일(음력 11월 17일))은 신라 후기의 승려이다. 속성은 김씨(金氏), 호는 무량(無量), 또는 무주(無住)이고, 법명이 무염(無染)이다. 태종무열왕의 8대손으로, 범청(範淸)의 아들이고 어머니는 화(華)씨이다. 신라 선문구산(禪門九山) 중 성주산문(聖住山門)의 개산조이다.

## 생애
어려서부터 글을 익혀 9세 때 ‘해동신동’(海東神童)으로 불렸다. 12세에 설악산 오색석사(五色石寺)에서 법성(法性)에게서 출가하였다. 그 뒤 무염은 부석사의 석징(釋澄)을 찾아가 《화엄경》을 공부하였고, 821년(헌덕 13) 당나라로 가서 성남산(城南山) 지상사(至相寺)의 화엄강석(華嚴講席)에 참여하였다.
그때 당나라에서는 이미 화엄학보다 선종(禪宗)이 크게 일어나고 있었으므로 그도 불광사(佛光寺)의 여만(如滿)을 찾아가 선법(禪法)을 배우고, 마곡산(麻谷山) 보철(寶徹)에게서 법맥(法脈)을 이어받았다. 20여 년 동안 중국의 여러 곳을 다니면서 보살행을 실천하여 ‘동방의 대보살’이라 불렸다.
845년(문성왕 7년) 귀국하여 보령 성주사(聖住寺)를 선문구산의 하나인 성주산문의 본산으로 삼아 40여 년 동안 주석하였다. 수많은 사람들이 찾아와서 도를 구하므로 그들을 피하여 상주(尙州) 심묘사(深妙寺)에서 지내기도 하였다.
888년 88세로 입적하였다.
시호는 대낭혜(大朗慧), 탑호는 백월보광(白月?光)이다. 승탑은 성주산 성주사에 세웠으며, 최치원(崔致遠)이 왕명을 받아 글을 짓고 최인연(崔仁渷)이 썼다. 이 승탑은 대한민국의 국보 제8호로 지정되어 있다.

## 사상
문성왕, 헌안왕, 경문왕, 헌강왕, 정강왕, 진성여왕 등 여섯 왕이 모두 그를 존경하여 법을 물었고, 제자는 2,000여 명에 이르렀으며, 그 중 원장(圓藏), 영원(靈源), 현영(玄影), 승량(僧亮), 여엄(麗嚴), 자인(慈忍) 등이 그의 선풍을 선양하여 성주산문의 기반을 세웠다.
1293년(충렬왕 19) 천책이 지은 《선문보장록》(禪門寶藏錄)에 그의 〈무설토론〉(無舌土論)이 수록되어 있다. 그는 이 논문에서, 부처의 교설을 뜻하는 불교(佛敎)와 선종 조사들의 도인 조도(祖道)를 구별하였는데, 이와 같은 구분은 무염이 처음 한 것이다. 조도는 말을 매개로 하거나 이론에 의존하지 않고 곧바로 이심전심하는 것이라고 정의하여 이것이 청정이나 부정 등의 상대적인 구별을 넘어서는 길이라고 하였다. 한편 말을 빌려서 깨끗함과 더러움을 분별하는 불교는 낮은 근기의 중생들을 위해서 쓴 부처의 방편이라고 구분했다.